# Добри-Лаки
Добри-Лаки (болг. Добри лаки) — село в Благоевградской области Болгарии. Входит в состав общины Струмяни. Находится примерно в 18 км к западу от центра села Струмяни и примерно в 50 км к югу от центра города Благоевград. По данным переписи населения 2011 года, в селе  проживало 189 человек, преобладающая национальность — болгары. Село расположено в горном массиве Малешевска-Планина.

## Население
| Год     | 1934 | 1946 | 1956 | 1965 | 1975 | 1985 | 1992 | 2001 | 2011 |
| ------- | ---- | ---- | ---- | ---- | ---- | ---- | ---- | ---- | ---- |
| Жителей | 888  | 1038 | 979  | 900  | 675  | 490  | 388  | 297  | 189  |

|  |